# Normandia (region administracyjny)
Normandia (fr. Normandie, wymowaⓘ; norm. Normaundie; „Ziemia Ludzi Północy”) – region administracyjny w północnej Francji, nad kanałem La Manche. Jego powierzchnia pokrywa się mniej więcej z krainą historyczną o tej samej nazwie. Region został utworzony na mocy ustawy z dnia 27 stycznia 2014 roku, która weszła w życie 1 stycznia 2016 roku. Powstał w wyniku połączenia dwóch wcześniej istniejących regionów – Górnej i Dolnej Normandii. Stolicą regionu jest Rouen, a największym miastem Hawr.

## Geografia
Region Normandia położony jest w północno-zachodniej Francji. Od północy i zachodu ograniczony jest przez wody kanału La Manche. Graniczy on z pięcioma innymi regionami: Bretania, Region Centralny-Dolina Loary, Île-de-France, Kraj Loary oraz Hauts-de-France.
Głównymi rzekami Normandii są Sekwana, Eure oraz Orne, które tworzą największe doliny. Obszar wyróżnia się także rozległymi równinami, wzgórzami oraz przestrzeniami miejskimi. W zachodniej części położony jest Masyw Armorykański, a na wschodzie znajduje się Basen Paryski. Wzniesienie Signal d’Écouves położone w departamencie Orne jest najwyższym punktem Normandii – wznosi się na wysokość 413 m n.p.m., a według innych źródeł 417 m n.p.m. Na wschód od linii wyznaczonej przez miasta Alençon i Bayeux podłoże najczęściej składa się z piaskowca, natomiast na zachodzie przeważają skał osadowe pochodzenia morskiego oraz warstwy skał wapiennych z okresu jury.
Na terenie Normandii znajdują się cztery parki regionalne:
- Boucles de la Seine normande
- Normandia-Maine
- Marais du Cotentin et du Bessin
- Perche

## Podział administracyjny

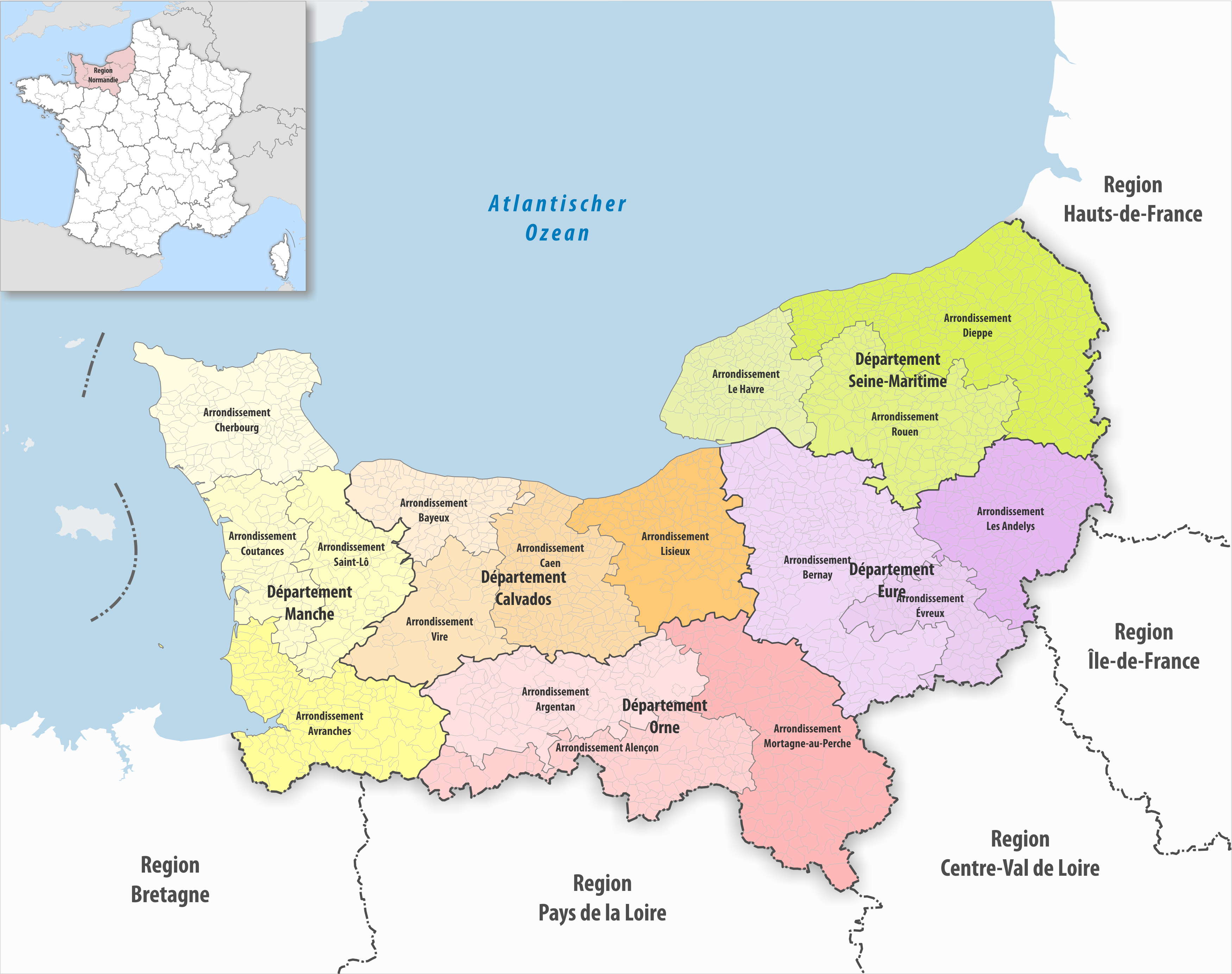
Podział regionu na departamenty i okręgi (arrondissement)

W skład regionu wchodzi 5 departamentów:
- Calvados
- Eure
- Manche
- Orne
- Sekwana Nadmorska (Seine-Maritime)

## Miejscowości
Największe miejscowości regionu (w nawiasach liczba ludności w 2020 roku):

- Hawr (Le Havre, 165 830)
- Rouen (114 187)
- Caen (107 250)
- Cherbourg-en-Cotentin (77 789)
- Évreux (46 869)
- Sotteville-lès-Rouen (29 071)
- Saint-Étienne-du-Rouvray (28 331)
- Dieppe (28 091)
- Le Grand-Quevilly (26 034)
- Alençon (25 744)
- Vernon (24 056)
- Hérouville-Saint-Clair (22 150)
- Le Petit-Quevilly (21 997)
- Lisieux (19 755)
- Mont-Saint-Aignan (19 686)
- Saint-Lô (19 206)
- Louviers (18 636)
- Fécamp (18 054)
- Vire Normandie (16 935)
- Elbeuf (16 087)
- Montivilliers (15 500)
- Flers (14 589)
- Bois-Guillaume (14 378)
- Canteleu (13 807)
- Argentan (13 401)
- Val-de-Reuil (12 702)
- Bayeux (12 640)
- Granville (12 558)
- Oissel (12 266)
- Barentin (12 239)
- Ifs (11 902)
- Gisors (11 863)
- Bolbec (11 551)
- Yvetot (11 280)
- La Hague (11 257)
- Maromme (10 845)
- Déville-lès-Rouen (10 644)
- Avranches (10 277)
- Port-Jérôme-sur-Seine (10 264)
- Carentan-les-Marais (10 227)
- Mondeville (10 054)